# Kościół św. Bartłomieja w Lipowej
Kościół świętego Bartłomieja – rzymskokatolicki kościół parafialny należący do parafii pod tym samym wezwaniem (dekanat Radziechowy diecezji bielsko-żywieckiej).
Świątynia została wzniesiona w latach 1894–1897. W latach 1897–1900 zostały zbudowane główne elementy wyposażenia wnętrza. Budowla została konsekrowana w dniu 20 czerwca 1904 roku przez biskupa Anatola Nowaka. 

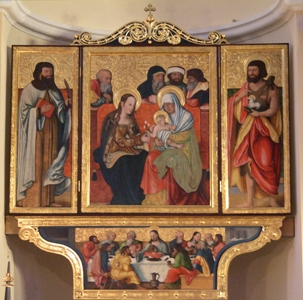
Gotycko-renesansowy tryptyk

Budowla jest murowana, wzniesiona z cegły. Jest świątynią orientowaną, posiada jedną nawę. Prezbiterium kościoła jest jednoprzęsłowe, zamknięte pięcioma bokami ośmiokąta; od strony północnej znajduje się piętrowa zakrystia. Nawa jest trójprzęsłowa, posiada wejścia boczne w przęśle środkowym. Korpus poprzedza partia wieżowa, która jest stopiona z nim w bryle; właściwa wieża ma plan kwadratu i posiada kruchtę w przyziemiu, jest flankowana dwiema przybudówkami mieszczącymi klatkę schodową (od strony południowej) i składzik (od strony północnej). Nawa, przęsło prezbiterium i kruchta nakrywają sklepienia krzyżowe z gurtami. Przęsła nawy są zaakcentowane pilastrami. W przęśle zachodnim nawy jest umieszczony nadwieszony, drewniany chór muzyczny. Okna (oprócz okulusa nad wejściem głównym) są prostokątne i zamknięte ostrołukowo; witraże znajdują się we wszystkich oknach prezbiterium i nawy oraz w jednym z okien zakrystii. Wyposażenie świątyni reprezentuje styl neogotycki, ponadto kościół posiada gotycko-renesansowy tryptyk wykonany w 2. połowie XVI wieku. Elewacje posiadają przypory. Fasada jest trójosiowa i charakteryzuje się wieżą zwieńczoną ostrosłupowym dachem hełmowym.